# گوشه‌گیر تاپاخوس
گوشه‌گیر تاپاخوس (نام علمی: Phaethornis aethopyga) نام یک گونه از سرده گوشه‌گیرمرغ‌ها است.